# Zohar (mošav)
Zohar (hebrejsky זֹהַר‎, v oficiálním přepisu do angličtiny Zohar) je vesnice typu mošav v Izraeli, v Jižním distriktu, v Oblastní radě Lachiš.

## Geografie
Leží v nadmořské výšce 119 metrů v pobřežní nížině, v regionu Šefela. Severně od obce leží větší umělá vodní plocha Ma'agar Zohar. Východně od mošavu teče vádí Nachal Jo'av.
Obec se nachází 16 kilometrů od břehu Středozemního moře, cca 54 kilometrů jižně od centra Tel Avivu, cca 55 kilometrů jihozápadně od historického jádra Jeruzalému a 7 kilometrů jihozápadně od města Kirjat Gat. Zohar obývají Židé, přičemž osídlení v tomto regionu je etnicky převážně židovské.
Zohar je na dopravní síť napojen pomocí lokální silnice číslo 352. Jižně od obce vede východozápadním směrem nákladní železniční trať Kirjat Gat-Aškelon.

## Dějiny
Zohar byl založen v roce 1956. Šlo o součást jednotně koncipované sídelní sítě budované v regionu Chevel Lachiš po vzniku státu Izrael. Zakladateli mošavu byli Židé z Tuniska a Alžírska. Místní ekonomika je založena na zemědělství (pěstování polních plodin a zeleniny). Funguje tu obchod se smíšeným zbožím a sportovní areály.
Mošav je situovan poblíž bývalé arabské vesnice al-Faludža, která byla roku 1948 během války za nezávislost vysídlena.

## Demografie
Podle údajů z roku 2014 tvořili naprostou většinu obyvatel v Zohar Židé (včetně statistické kategorie "ostatní", která zahrnuje nearabské obyvatele židovského původu ale bez formální příslušnosti k židovskému náboženství).
Jde o menší obec vesnického typu s dlouhodobě stagnující populací. K 31. prosinci 2014 zde žilo 338 lidí. Během roku 2014 populace stoupla o 3,7 %.
| Rok            | 1961 | 1972 | 1983 | 1995 | 2001 | 2003 | 2004 | 2005 | 2006 | 2007 | 2008 | 2009 | 2010 | 2011 | 2012 | 2013 | 2014 |
| -------------- | ---- | ---- | ---- | ---- | ---- | ---- | ---- | ---- | ---- | ---- | ---- | ---- | ---- | ---- | ---- | ---- | ---- |
| Počet obyvatel | 212  | 274  | 342  | 351  | 340  | 360  | 344  | 327  | 321  | 330  | 341  | 344  | 340  | 330  | 314  | 326  | 338  |